# Sälgflöjt

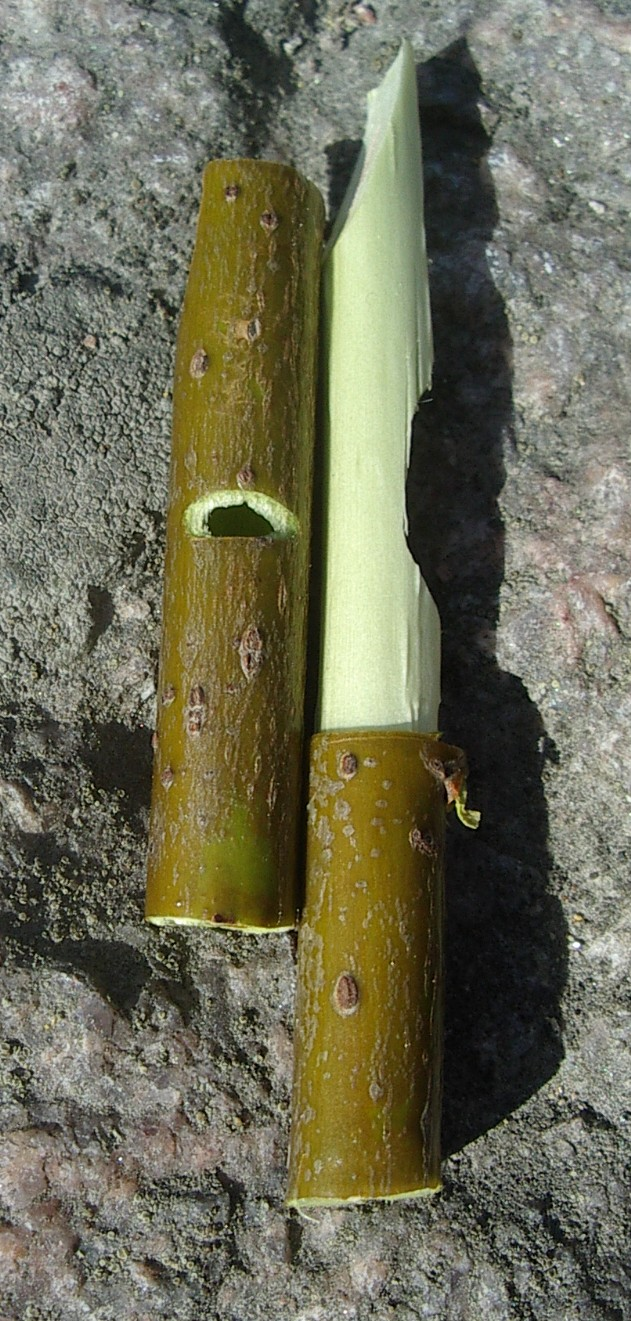

Sälgflöjten är en flöjt som ursprungligen tillverkades av en gren av sälg under savningen. Flöjten är en så kallad övertonsflöjt eller flageolettflöjt. Flöjten är vanligtvis ett mellan 40 och 80 mm långt rör utan fingerhål. Luft blåses in i ett hål på sidan av flöjten som hålls som en tvärflöjt. Genom att utnyttja övertoner enligt de två naturtonsserier som skapas då man antingen täcker eller inte täcker änden på flöjten kan ett ganska stort antal toner spelas. Numera tillverkas sälgflöjter av allehanda material såsom exempelvis PVC-rör.